# 費希爾冰原島峰

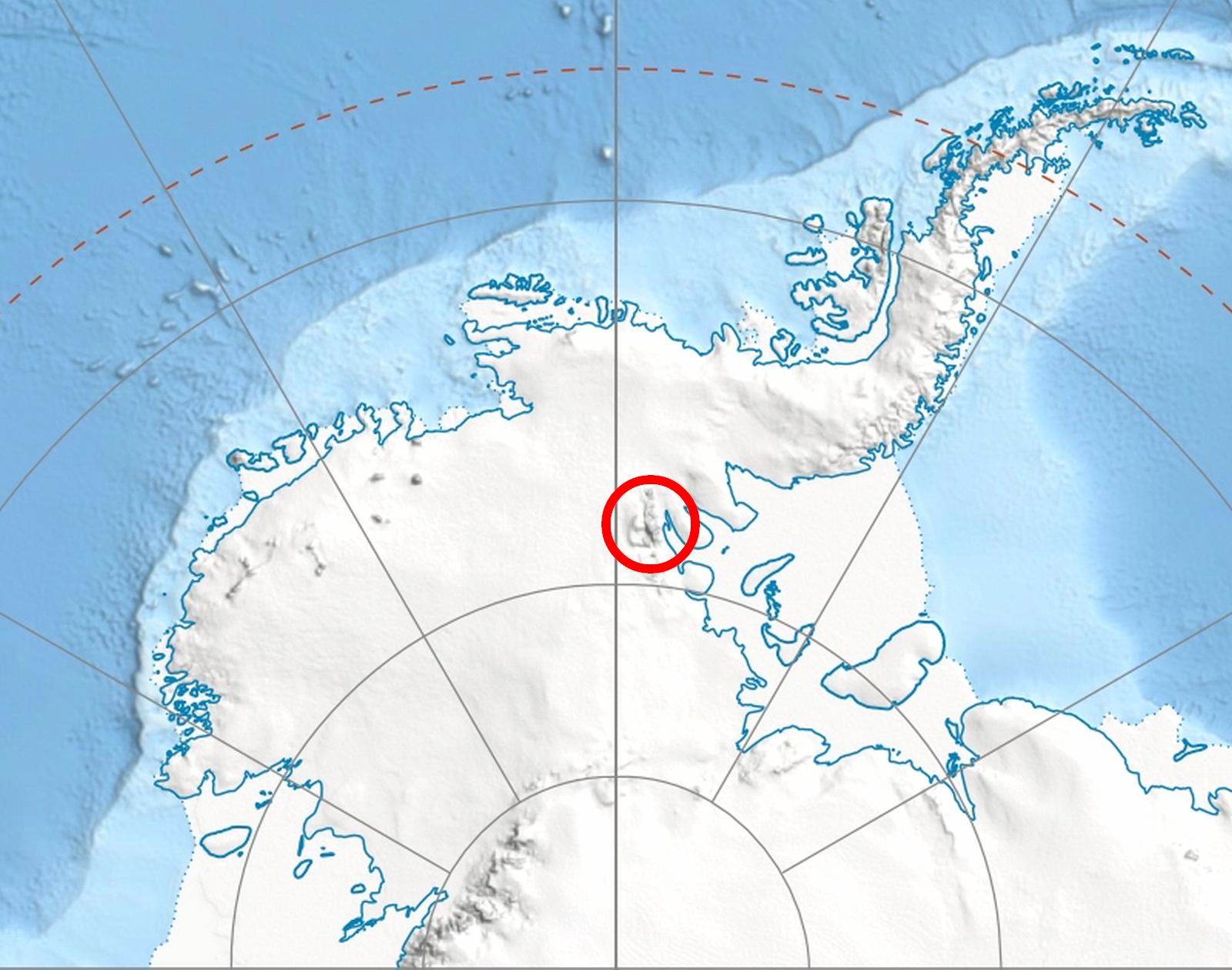

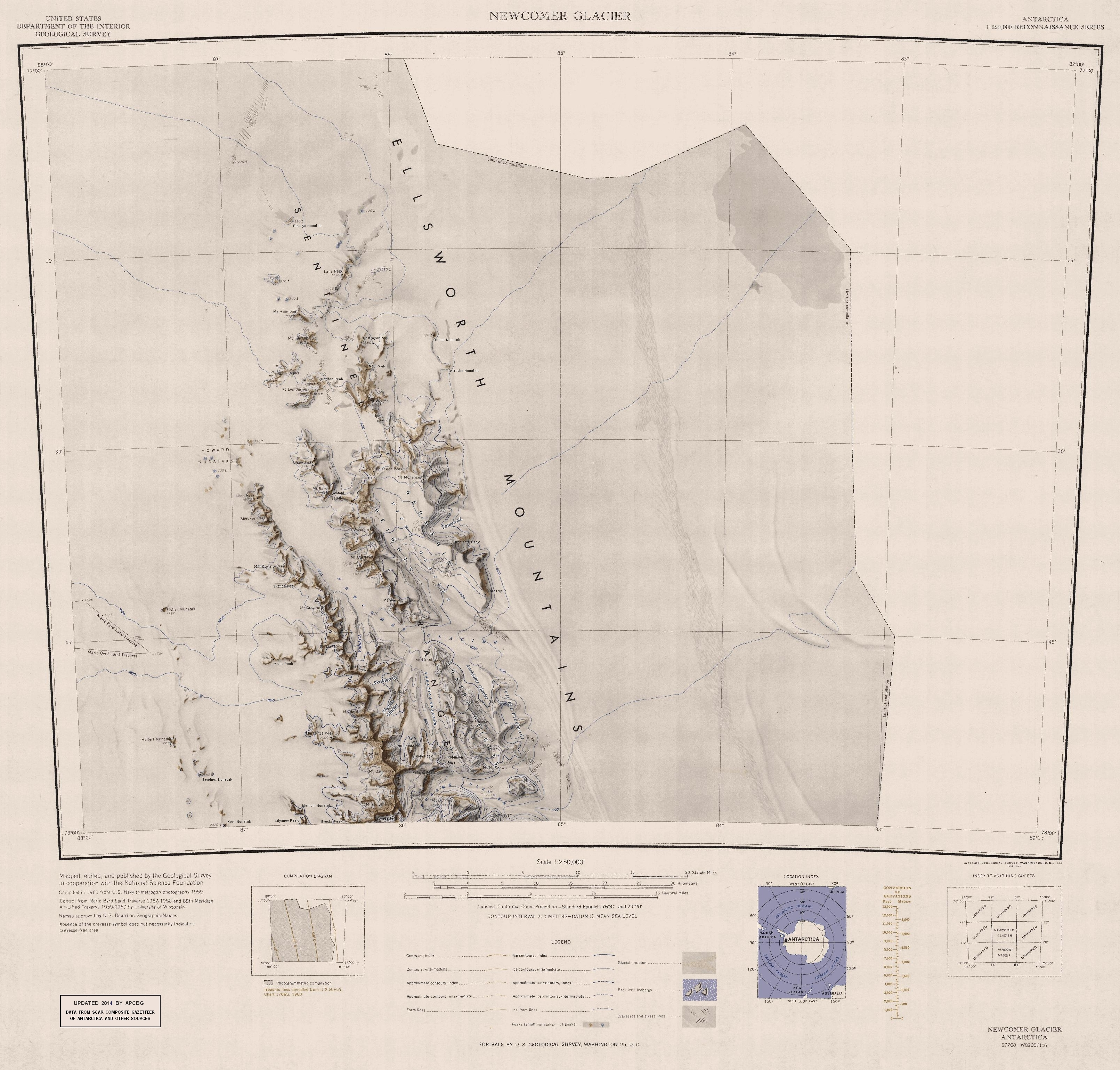

費希爾冰原島峰（英語：Fisher Nunatak）是南極洲的冰原島峰，位於埃爾斯沃思地，屬於埃爾斯沃思山脈中森蒂納爾嶺的一部分，處於克勞福德山以西24公里，由美國探險隊發現。
77°43′S 87°27′W / 77.717°S 87.450°W